# Zé Bernardo
Zé Bernardo Cumbe (ur. 28 grudnia 1971) – mozambicki piłkarz grający na pozycji pomocnika.

## Kariera klubowa
W swojej karierze piłkarskiej Zé Bernardo występował w klubie GD Maputo.

## Kariera reprezentacyjna
W reprezentacji Mozambiku Zé Bernardo zadebiutował w 1995 roku. W 1996 roku został powołany do kadry na Puchar Narodów Afryki 1996. Na nim był rezerwowym i nie rozegrał żadnego spotkania. W kadrze narodowej grał do 2003 roku. W kadrze narodowej rozegrał 14 meczów i strzelił 1 gola.